# DuckTales 2
DuckTales 2 (Japans: わんぱくダック夢冒険) is een platformspel dat ontwikkeld en uitgebracht is door Capcom. Het spel is het vervolg op DuckTales uit 1989 en werd voor het eerst uitgebracht voor de NES in 1993. Later verscheen het spel in Japan en de Verenigde Staten voor de Game Boy.

## Gameplay
De gameplay is erg vergelijkbaar met die van zijn voorganger, zo kan de speler de levels in willekeurige volgorde spelen. De wandelstok kan nu ook worden gebruikt om schakelaars en kanonnen mee te bedienen. Tevens kan Willie Wortel de wandelstok upgraden, waardoor de speler nieuwe gebieden kan bereiken. Nadat een level voltooid is kan de speler een winkel bezoeken, waar de speler extra levens en items kan kopen met het verdiende geld.
In elk level bevindt zich tevens een onderdeel van de schatkaart. Wanneer de speler alle onderdelen heeft verzameld, komt het zesde level beschikbaar. Hierin moet de speler op zoek naar de schat van de McDucks.

## Ontvangst
| Beoordeeld door                 | Platform | Datum             | Score |
| ------------------------------- | -------- | ----------------- | ----- |
| VideoGame                       | NES      | augustus 1991     | 100%  |
| HonestGamers                    | NES      | 15 september 2007 | 100%  |
| 1UP!                            | NES      | 19 augustus 2005  | 94%   |
| Mean Machines                   | NES      | maart 1991        | 90%   |
| NES Archives                    | NES      | 29 april 2009     | 83%   |
| Nintendo Power Magazine         | NES      | juli 1989         | 80%   |
| Electronic Gaming Monthly (EGM) | NES      | januari 1990      | 80%   |
| The Video Game Critic           | NES      | 13 juli 2013      | 75%   |
| N-Force                         | NES      | december 1992     | 74%   |
| Génération 4                    | Game Boy | november 1990     | 70%   |